# 黄超 (第十二届全国人大代表)
黄超（1977年—），广西南宁人，壮族，中华人民共和国政治人物、第十二届全国人民代表大会广西地区代表。
毕业于广西师范学院法学专业。加入中国民主建国会。2013年，担任全国人大代表。2018年2月24日，当选为第十三届全国人大代表。